# Sulcophanaeus steinheili
Sulcophanaeus steinheili là một loài bọ cánh cứng trong họ Bọ hung (Scarabaeidae).